# Dragsbrogravfältet
Dragsbrogravfältet i Österfärnebo socken i Sandvikens kommun är Gästriklands största gravfält. Det ligger längs Ockelboåsen med Färnebofjärden på den ena sidan och Hamrefjärden på den andra. Längs åsen har det gått en väg sedan urminnes tider. Gravarna är daterade till 400-talet e.Kr. 

## Dragsbogravfältet
Gravfältet är även benämnt Dragsboheden eller Dragsbron och består av en gravhög, två resta stenar och 131 stensättningar. De flesta stensättningarna är runda till formen men även triangulära och rektangulära förekommer. Några av gravarna är övertorvade medan andra består av kal stenfyllning. Man har inte funnit några föremål i gravarna. Gravfältet vid Dragsbron, söder om Hamre, har använts som bygdebegravningsplats. Där finns mer än 100 gravar på en udde i Dalälven. Det gravfältet är troligen äldre än det vid Hamre som beskrivs nedan. 
Arkeologidagen besökte 2015 i Gästrikland landskapets största gravfält i Dragsbrogravfältet i Österfärnebo. Dragsbrogravfältet är från äldre järnåldern och innehåller cirka 130 gravar, ett 30-tal är av dem är undersökta.

## Hamre gravfält
Hamre gravfält har gravar från yngre järnåldern.  Gravfältet utgörs i dag av sju synliga gravar. Ursprungligen har det varit fler. På 1830-talet beskrivs gravfältet av en resenär och består då av tolv gravar, bl.a. två treuddar. De nu kvarvarande gravarna är två högar och fem stensättningar – flacka gravar av sten.  Eftersom gravfältet inte är så stort har det antagligen varit ett gårdsgravfält. 1934 undersöktes en grav på Hamregravfältet. det var en brandgrav och den döde hade fått gravgåvor i form av en yxa, ett eldstål, fem järnbroddar och tre beslag av brons, som tillhört dräkten. Fynden daterar graven till omkring 1000-talet e.Kr.